# Avon (Massachusetts)
Avon – miasto w Stanach Zjednoczonych, w stanie Massachusetts, w hrabstwie Norfolk.